# Krokodil (Zeitschrift)

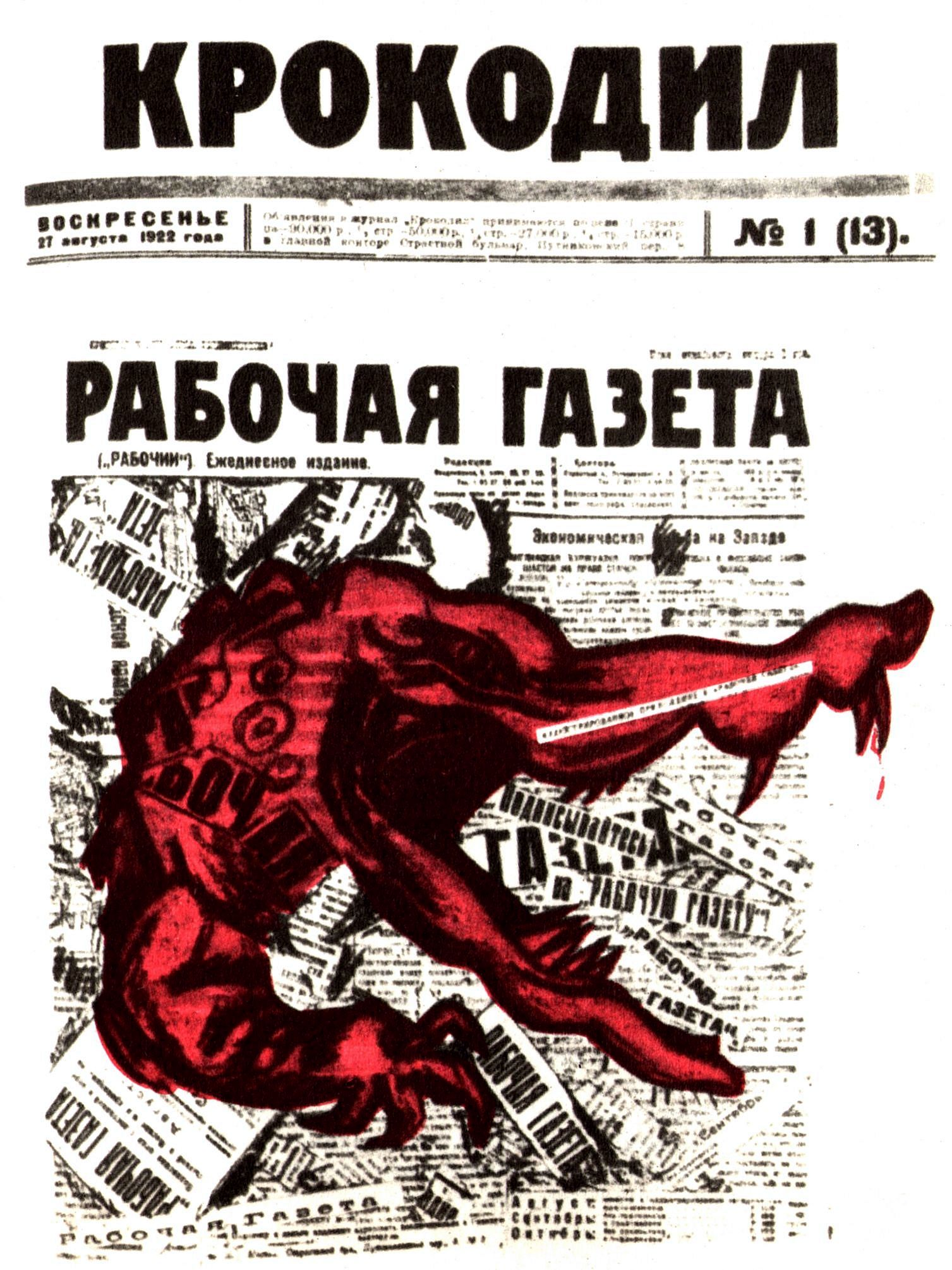
Erstausgabe von Krokodil 1922

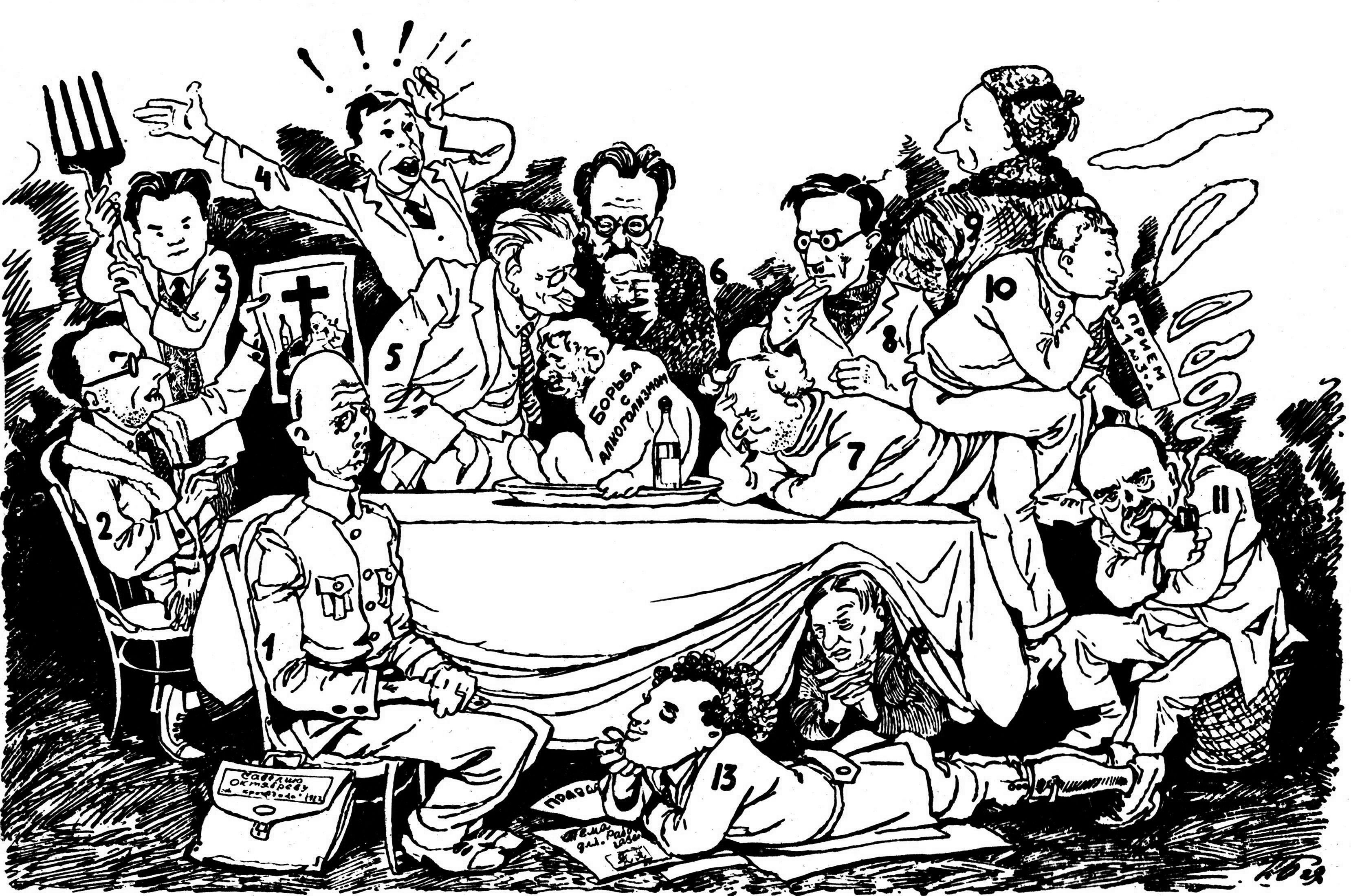
Redaktion des Satiremagazins Krokodil (1929). Hinten oben rechts: Michail Tscheremnych – Zeichnung von P. Beljanin

Krokodil (russisch Крокодил) war ein sowjetisches/russisches Satiremagazin. Es wurde erstmals am 4. Juni 1922 herausgegeben, anfangs vom Verlag Rabotschaja gaseta (Рабочая газета, Arbeiterzeitung). Ab 1932 erschien die Zeitschrift im Prawda-Verlag, dem Hauptverlag der Kommunistischen Partei. Bis 1932 erschien Krokodil wöchentlich, danach drei Mal pro Monat. Es wurden Feuilletons, humoristische Erzählungen und Karikaturen publiziert.
In den 1920er Jahren existierten in der Sowjetunion neben Krokodil zahlreiche satirische Zeitschriften. Nach massiven politisch-ideologischen Angriffen auf „die bürgerliche Satire“, die der Neuen Ökonomischen Politik (NEP) dienten, Zensurverboten und Verboten anderer Zeitschriften im beginnenden Stalinismus blieb ab 1930 Krokodil die einzige offiziell genehmigte satirische Zeitschrift, die in der ganzen Sowjetunion verbreitet wurde. Welche  Bedeutung die Satire für das sowjetische Regime hatte, wird deutlich, wenn man die Schicksale des offiziellen Krokodils und der vom Regime verfolgten literarischen Gruppe OBERIU, zu der Schriftsteller wie Daniil Charms, Alexander Wwedenski und Nikolaj Oleinikow gehörten, vergleicht.
Ab 1930 wurde Krokodil zum wichtigsten offiziellen Sprachrohr der Sowjetideologie auf allen Ebenen des gesellschaftspolitischen Lebens. „Die Satire“ des Krokodil beschränkte sich nicht auf kleine alltägliche Themen, sondern widerspiegelte die Schlüsselfragen und die zentralen Ereignisse der Innen- und Außenpolitik von Anschuldigungen gegen Leo Trotzki, gegen angebliche Spione und Volksfeinde in den 1930er Jahren bis hin zu Attacken gegen den westdeutschen Revanchismus, amerikanischen Imperialismus und seiner Satelliten, den Kolonialismus usw. in der Zeit des Kalten Krieges nach 1945.
Bis zum Beginn der Perestrojka hatten die Krokodil-Publikationen einen äußerst aggressiven Charakter. Krokodil bediente die Politik des offiziellen Antisemitismus, darunter die Hetzjagd gegen Kosmopoliten: Zahlreiche abstoßende, erniedrigende, offen antisemitische Karikaturen und Kommentare des Krokodil begleiteten die angebliche Ärzteverschwörung und attackierten die Mörder in weißen Kitteln (siehe z. B.: Krokodil, 1953, Nr. 3). 1963 äußerte sich der prominente Filmregisseur Michail Romm mit höchstem Entsetzen zu einer beleidigenden Karikatur, die in Krokodil am 20. März 1949 veröffentlicht wurde und eine Gestalt mit offenbar semitischen Gesichtszügen darstellte, die ein Buch in der Hand hielt, auf dem die Aufschrift Zhid (жид, Dreckjude) zu erkennen war. Romm betonte: nicht André Gide [Андре Жид], sondern genau so: ‚Drecksjude‘ [жид].
Im Perestroika-Zeitalter begann Krokodil gegen Schlamperei und faule Bürokraten vorzugehen, auch rückte das Thema Alkohol in den Mittelpunkt. Karikaturen gegen die Religion und auch die imperialistische Bedrohung blieben – selbst die Nuklearkatastrophe von Tschernobyl wurde 1986 als übertriebene amerikanische Hetzkampagne tituliert. Erst in den Jahren 1987 und 1988 wurden die Autoren mutiger und zeichneten gegen Missstände.
Im Jahr 2000 wurde die Zeitschrift aus finanziellen Gründen eingestellt. Im Jahr 2005 gab es einen Wiederherstellungsversuch unter dem Titel „Новый Крокодил“ (Neues Krokodil). Diese wurde im Jahr 2008 eingestellt.